# 奥斯卡·鲁伊斯

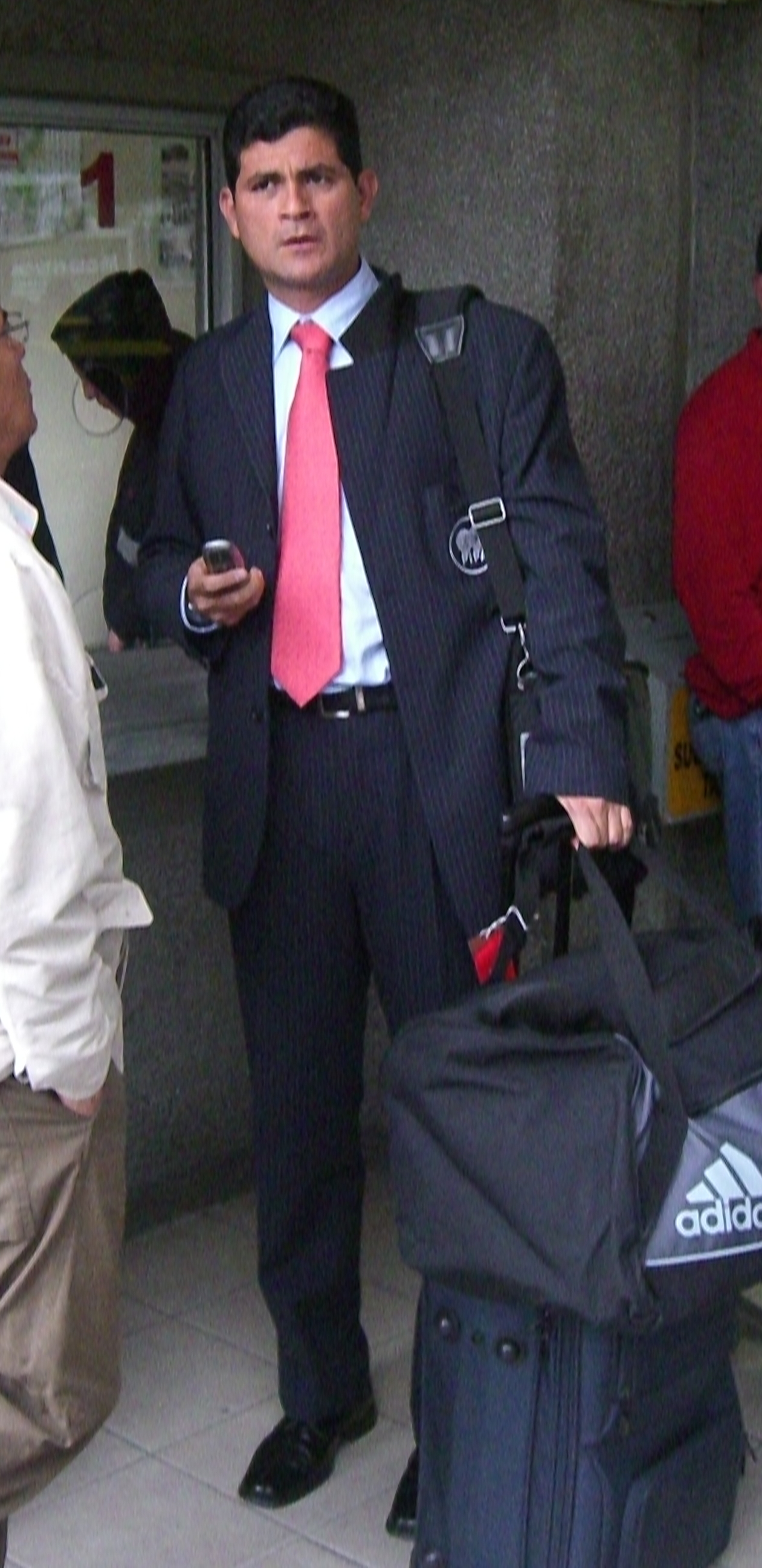
奥斯卡·鲁伊斯

奥斯卡·鲁伊斯 （Óscar Ruiz，1969年11月1日—），哥倫比亞足球裁判，也是2010年世界盃足球賽的主球證之一。

## 生涯
奥斯卡·鲁伊斯於1995年1月1日取得為國際賽事執法的資格，並於同年7月12日為巴拉圭對委內瑞拉的球賽執法，這是他首次執法的國際賽事。
1997年及1998年，鲁伊斯兩度為南美自由盃的決賽執法。至1999年，他為美洲國家盃決賽的主球證。2002年，他為3場的世界盃賽事執法，當中包括一場八強賽。2006年，他再次成為世界盃的主球證，在荷蘭對科特迪瓦的賽事中，他具有爭議性的判決令前者獲勝。2010年，他為希臘對南韓的世界盃分組賽執法。

## 資料來源
1. ↑  .   [2010-06-17]. （原始内容存档于2014-12-06）.